# Afonía
La afonía (del griego ἀ- (a-), sin; y φωνή (phoné), voz) es el término médico usado para referirse a la pérdida de la voz.

## Clasificación

### Funcional
También llamada psicogénica. Se manifiesta en enfermos con problemas psicológicos. La exploración de la laringe muestra que las cuerdas vocales no pueden juntarse o separarse durante el habla. Sin embargo, no tienen ningún impedimento para hacerlo al toser. El tratamiento consiste en ayuda psicológica y consejo de un foniatra. Ejemplos de casos funcionales pueden ser disfonía, fonofobia, histeria, etc.

### Orgánica
Se manifiesta en enfermos con problemas orgánicos, una causa común es la ruptura del nervio laríngeo recurrente, el cual dirige casi todos los músculos de la laringe. El daño a dicho nervio puede provenir de cirugía (por ejemplo, operación de tiroides) o de un tumor. Ejemplos de causas orgánicas pueden ser inflamación, edema, infección, enfermedades del sistema respiratorio, etc.

### Traumática
En referencia a los factores internos se encuentra la intubación orotraqueal (IOT), entre otros.

### Audífona
Hace referencia a la pérdida total de la voz a consecuencia de alteraciones y déficits auditivos.

## Etiología
Las causas de la afonía están relacionadas, por una parte, con lo psicológico, estando vinculadas a la disfunción de las cuerdas vocales o alteraciones en su estructura. Por otra parte, la mayoría son causas fisiológicas: pequeños daños que afectan la segunda y tercera área dorsal de modo que los nervios encargados de la coordinación resultan atrofiados o dañados. Por último, la afonía también ha sido el resultado de operaciones quirúrgicas.

## Terapia
En cuanto al tratamiento, se ha estudiado la importancia de la terapia foniatra, especialmente en el primer día de los ejercicios, que en la mayoría de los casos se observa de inmediato buenos resultados (no sólo en caso de afonía psiquiátrica).